# Them Crooked Vultures
Them Crooked Vultures var en så kallad supergrupp bestående av Josh Homme (Queens of the Stone Age, Kyuss, Eagles of Death Metal, The Desert Sessions m.fl), Dave Grohl (Nirvana, Foo Fighters, Scream, Probot) och John Paul Jones från Led Zeppelin, centrerat i Kalifornien. De släppte sin självbetitlade debutskiva den 16 november 2009, som närmast kan beskrivas som tung rock starkt influerad av giganterna Cream och Led Zeppelin, men med en klassisk Josh Homme-psykotisk stämning.
Bandets historia går ända tillbaka till 2005 där den nuvarande trummisen Dave Grohl avslöjade att han hade ett projekt på gång med nuvarande gitarristen Josh Homme och nuvarande basisten John Paul Jones. Inspelningen av albumet påbörjades i juli 2009.
Deras första show spelades i Chicago i augusti där de spelade en del material från det då nästan färdigställda debutalbumet.
Som första singel släpptes låten New Fang i oktober och lades upp den 2 november för gratis nedladdning. Den andra singeln Mind Eraser, No Chaser marknadsfördes också gratis, i alla fall för dem som hade köpt biljetter till deras liveshower. Därefter lades hela albumet upp på deras officiella hemsida. Bandet började att turnera och fick många utsålda, stora spelningar i Storbritannien. Framgången fortsatte i Nordamerika och Europa.
Sommaren 2010 spelade bandet på både Peace and Love-festivalen och Roskildefestivalen.
I september 2022 återförenades gruppen när den uppträdde på Wembley Stadium vid en hyllningskonsert till Taylor Hawkins.

## Bandmedlemmar
Officiella medlemmar
- John Paul Jones – basgitarr, keyboards, clavinet, piano, gitarr, mandolin, fiol, sång
- Josh Homme – sång, gitarr
- Dave Grohl – trummor, slagverk, sång

Turnerande medlemmar
- Johannes Alain Johannes – gitarr, basgitarr, keyboards, sång

Bildgalleri

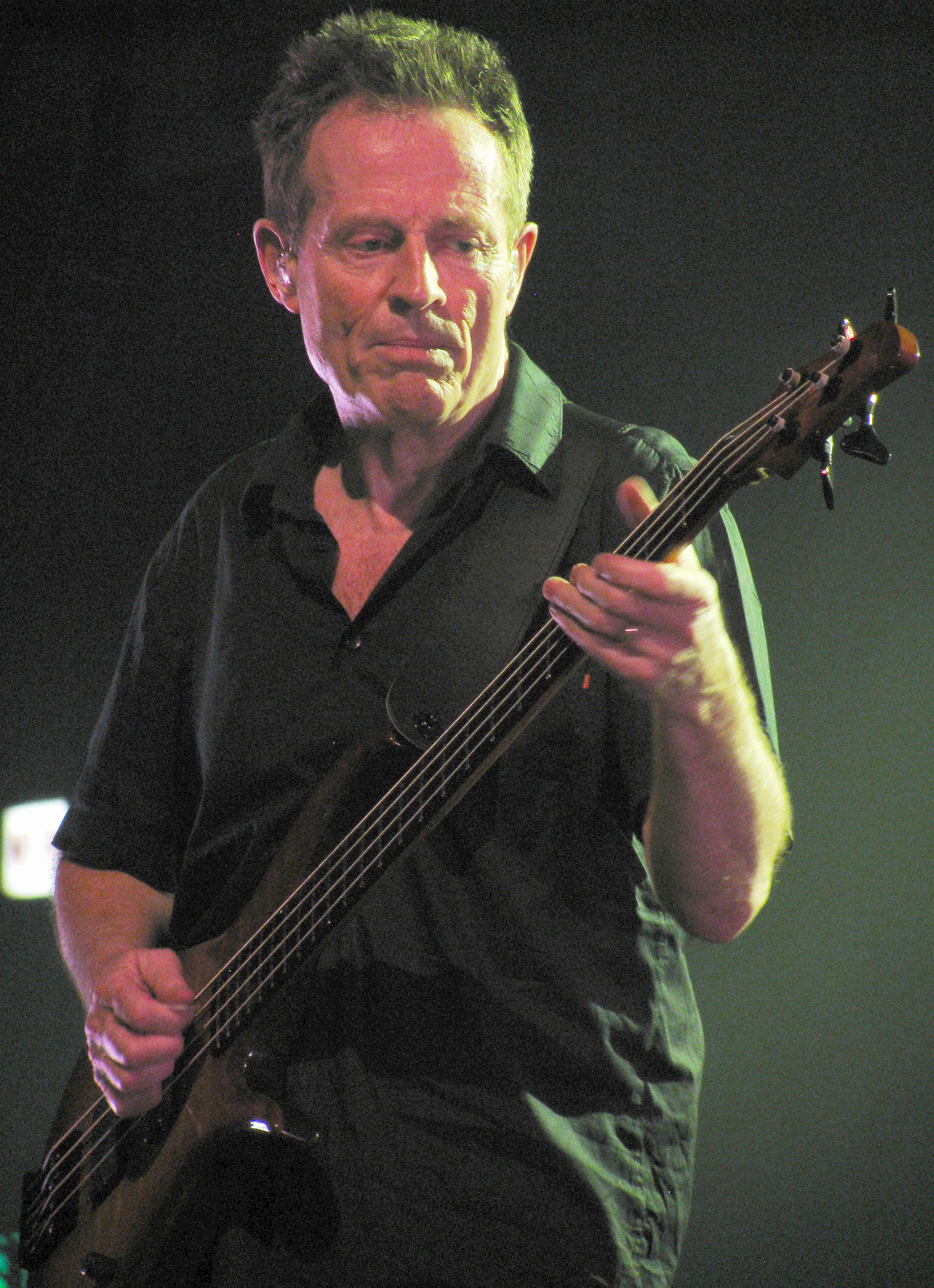
John Paul Jones
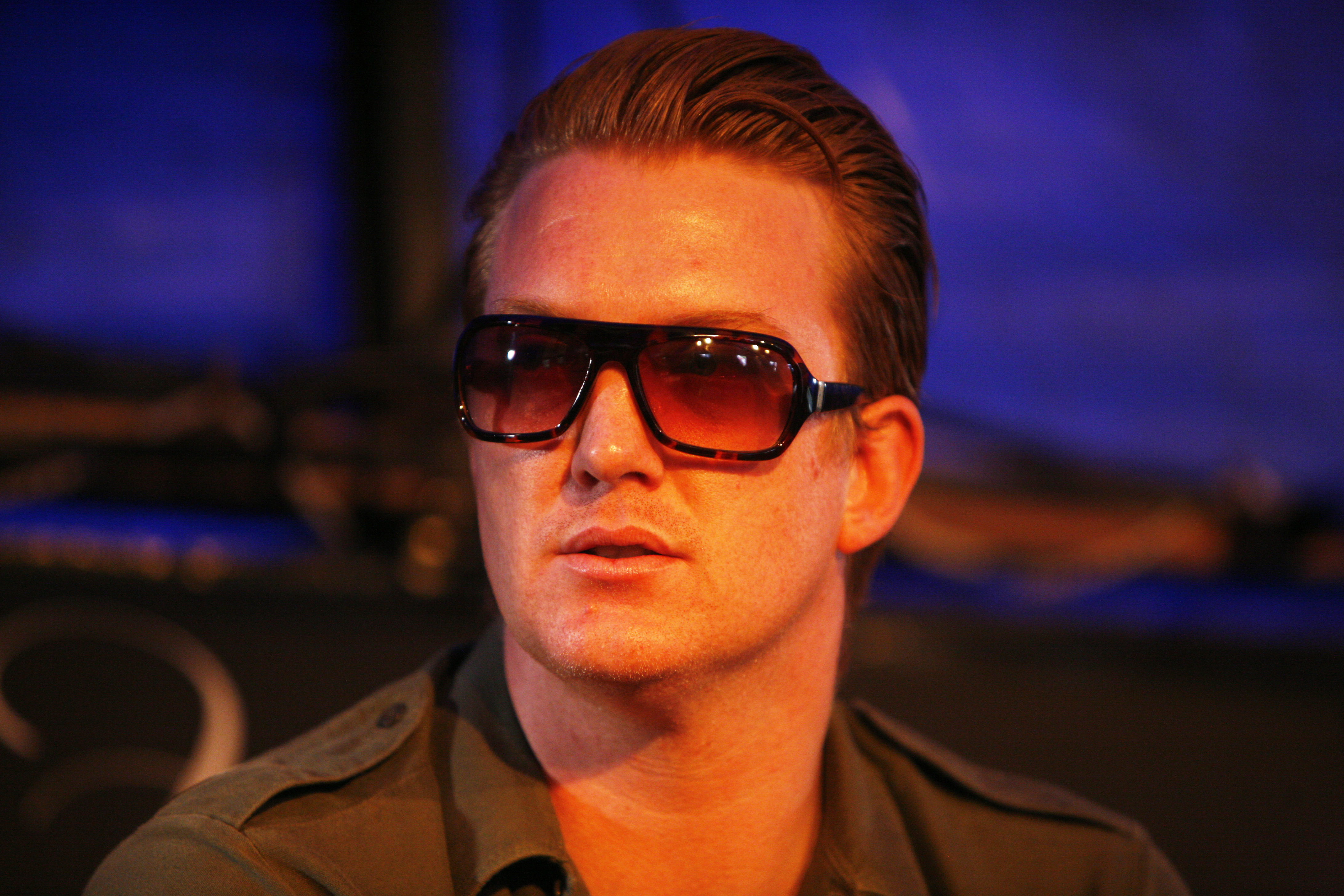
Josh Homme
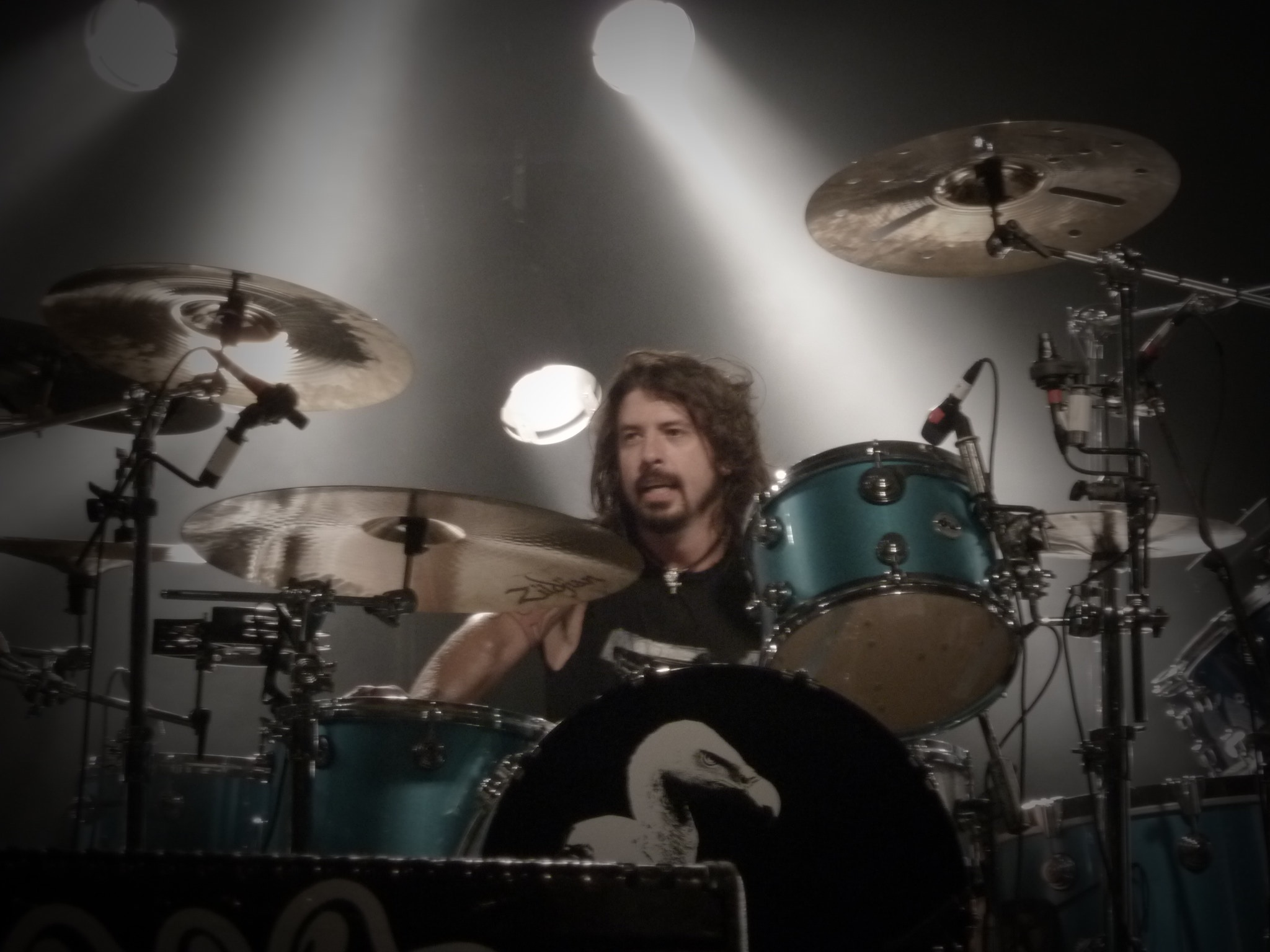
Dave Grohl
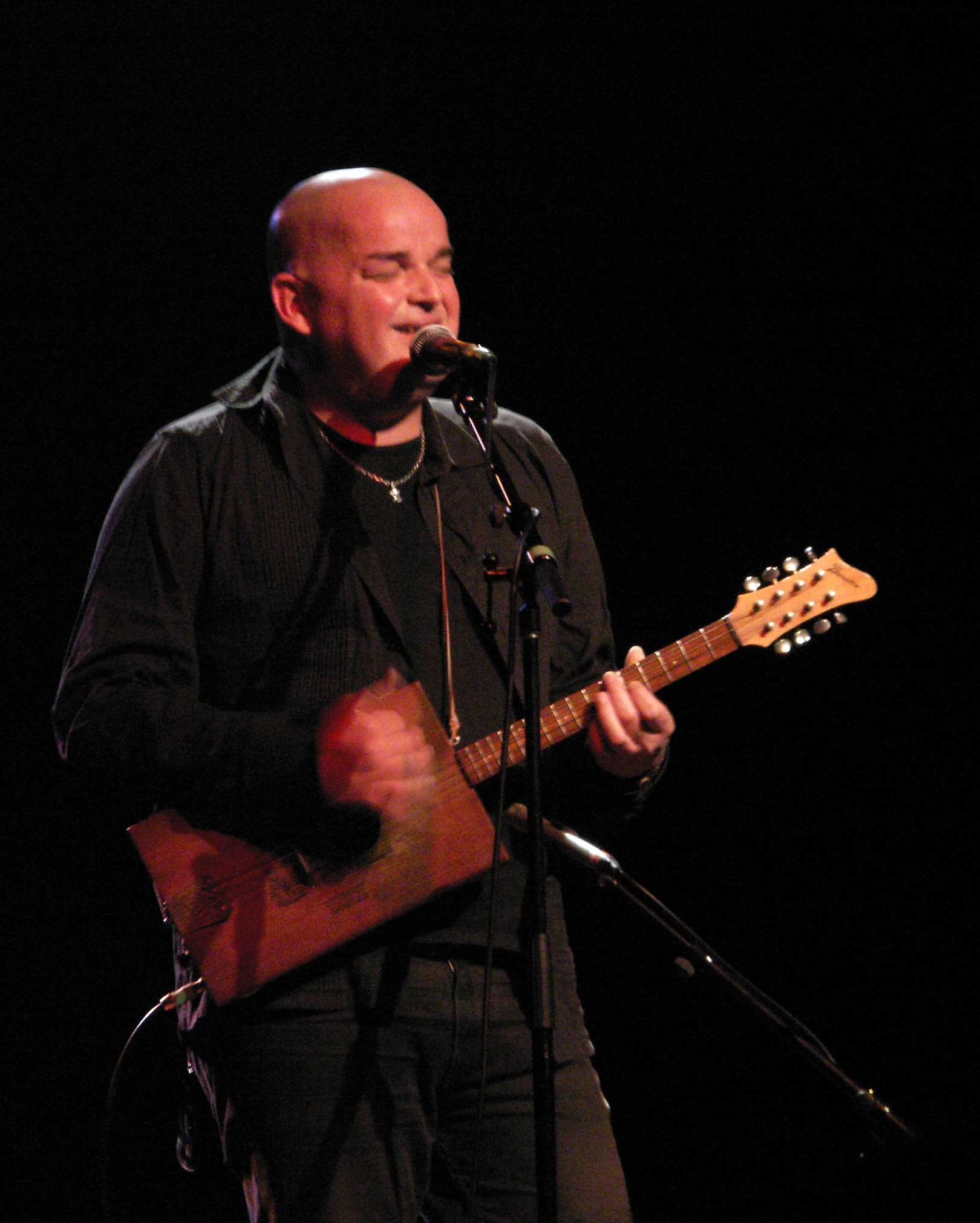
Alain Johannes

## Diskografi
Album
- 2009 – Them Crooked Vultures

Singlar
- 2009 – "New Fang"
- 2009 – "Mind Eraser, No Chaser"